# 官家 (皇帝稱謂)

“官家”一词为宋代皇帝的常见敬称。图为宋真宗，他曾问及李仲容官家之意。

官家是中國皇帝尊稱、俗称的一種，始於魏晉南北朝時期，于赵宋时代为对皇帝的官方称谓。元明清後少見，之後除官式的“陛下”外，也以“皇上”或“萬歲爺”稱之。

## 詞源及历史
官家作為對君主稱呼，于史料文献中最早出現是在《晋书·石季龙载纪》提及“官家难称，吾欲行冒顿之事，卿从我乎？”即后赵武帝石虎之子石邃欲弑父篡位，將皇帝称为“官家”。
自宋代以前，官家尤指公家、朝廷之意。自赵匡胤开创宋朝，并自称“官家”以来，该词成为對皇帝最常见的敬稱。即使是外藩使臣入朝觐见天子时，也多敬称为“官家”。宋真宗赵恒曾为试探侍读学士李仲容学识，向他问道：“何故谓天子为官家？”后者对曰“三皇家天下，五帝官天下，兼三五之德，故谓官家”。其父宋太宗也曾问徐铉为何称皇帝为官家，其回答同李仲容一般。
不过，據宋代胡三省在《资治通鉴·晋成帝咸康三年》針對其中“官家”注解则提及：“西汉谓天子为县官，东汉谓天子为国家，故兼而称之。”《魏晋南北朝史札记》注解古时“家”与“人”的概念相同；如汉朝权相魏武帝曹操曾言“如国家无孤一人，正不知几人称帝，几人称王。”其中的“国家”即指汉朝天子，而非主权国家之概念。故称贵人为官，亦加家字曰官家，即官人，多指皇帝。

## 文献
1. ↑  王巩. . 太祖即位，方镇多偃蹇，所谓十兄弟者是也。上一日召诸方镇，授以弓箭，人驰一骑，与上私出固子门大林中。下马酌酒，上语方镇曰：此处无人，尔辈要做官家者，可杀我而为之。
2. ↑  徐松. . 至是，占城国逐年要来进奉，收拾不办，今年略有些小仪信，进上帝王，愿官家万岁。
3. ↑  文莹. . . “李侍读仲容魁梧善饮，两禁号为李万回。真庙饮量近臣无者，遇敌饮，则召公。公居常寡谈，颇无记论。酒至酣，则应答如流。一夕，真宗命巨觥俾满饮，欲剧观其量，引数入声。大醉，起，固辞曰：告官家撤巨器，上乘醉问之：何故谓天子为官家？遂对曰：臣尝记蒋济《万机论》言，三皇官天下，五帝家天下，兼三五之德，故曰官家，上甚喜。”.
4. ↑  王君玉. . 徐铉为散骑常侍，太宗谓曰：“官家”之称，其义安在？铉曰：三皇官天下，五帝家天下。盖皇帝之谓也。
5. ↑  魏晋南北朝史札记. . 称贵人为官，亦加家字曰官家，即官人，多指皇帝。如石虎子石邃称石虎（《晋书一百六季龙载记》），张敬儿称齐高帝（《南齐书》二五），建平王大球称梁武帝（《梁书》四四）。然南朝宋羊亦称江夏王义恭为官家（《南史》二六）。唐宋时期，官家一词几专用以称皇帝，其例至夥，不烦列举。